# باوليسي
باوليسي (بالإنجليزية: Paolisi)‏ هي بلدة تقع في مقاطعة بنبنت في كمبانية إيطاليا، وتقع حوالي 35 كم شمال شرق مدينة نابولي وحوالي 20 على بعد كم من جنوب غرب مدينة بنبنت.